# مفاعل بخار الماء الثقيل

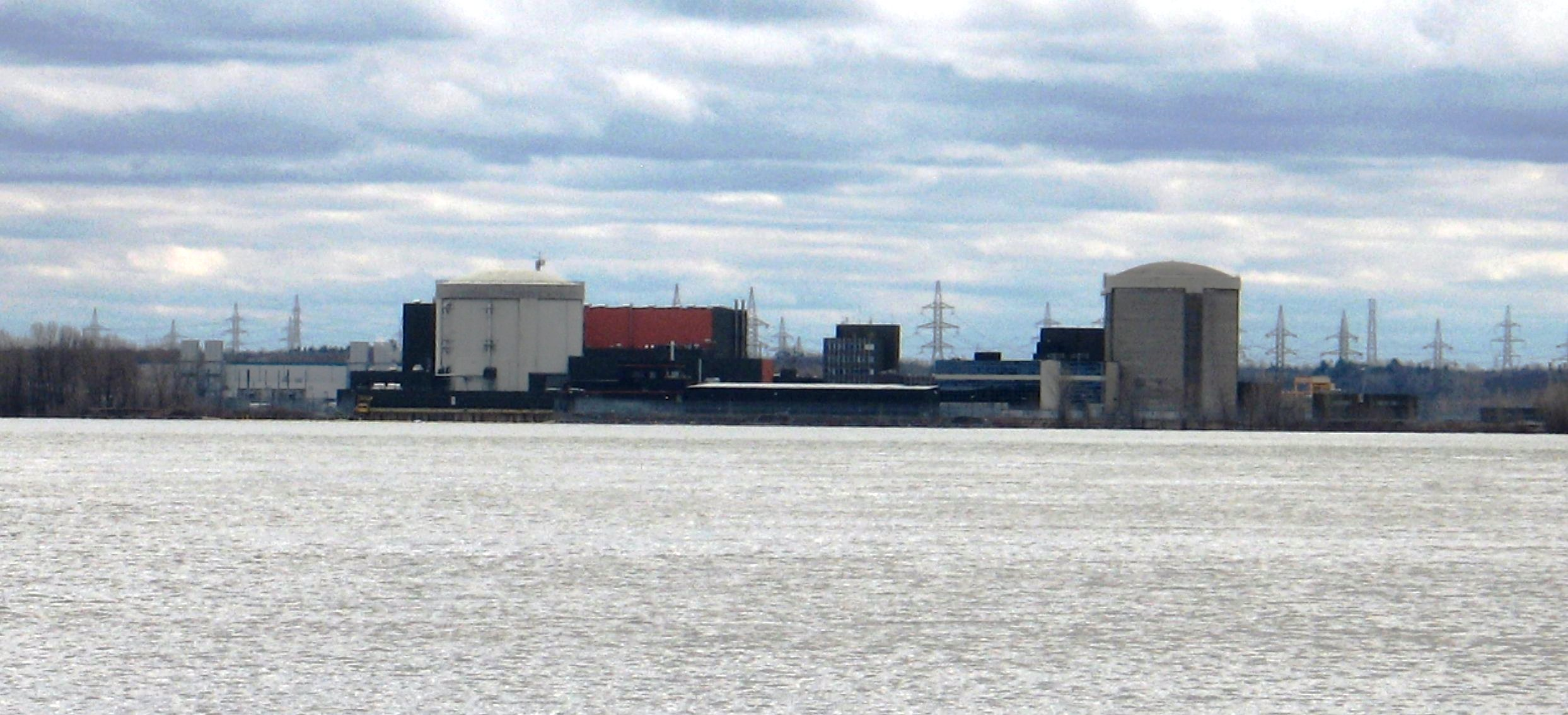
محطة جنتيلي للطاقة النووية

مفاعل بخار الماء الثقيل هو تصميم المملكة المتحدة للمفاعلات النووية التجارية وهو مشابه لتصميمات مفاعلات كندو الكندية حيث يستخدم وعاء مفاعل منخفض الضغط يحتوي على مواسير عالية الضغط لسائل التبريد مما يقلل من تكاليف الإنشاء.

## نبذة
مفاعل بخار الماء الثقيل هو عبارة عن مفاعل يتم التحكم فيه بالماء الثقيل وكان يستخدم الماء العادي (الخفيف) كمبرد على عكس التصميمات السابقة التي استخدمتها المملكة المتحدة والتي استخدمت أجهزة تعديل الجرافيت والتي أدت إلى أحجام كبيرة جدا من المفاعلات.
على عكس مفاعل كندو يستخدم مفاعل بخار الماء الثقيل وقود اليورانيوم المخصب المنخفض والذي يسمح بحرق وقود أعلى وأكثر اقتصاد.
يستخدم تصميم مفاعل كندو-1000 الحديث مفهوم مشابه  الطاقة النووية لاتينا.
تم بناء مفاعل بخار الماء الثقيل واحد فقط على وهو المفاعل الصغير 100 ميجاوات في وين فريث والذي يُعرف باسم «مفاعل وين فريث». تم توصيله بالشبكة في عام 1967 وتوقف عن العمل في عام 1990 بعد 23 سنة ناجحة.

## الملكية
كان مملوك لهيئة الطاقة الذرية البريطانية ويتم الآن إيقاف التشغيل. 

## نماذج مشابهة
كان هناك تصميم مماثل لمحطة جنتيلي لتوليد الطاقة النووية في كيبيك لكن هذا لم يكن ناجج وتم إغلاقه بعد فترة قصيرة من العمر.